# Hanna Zajc

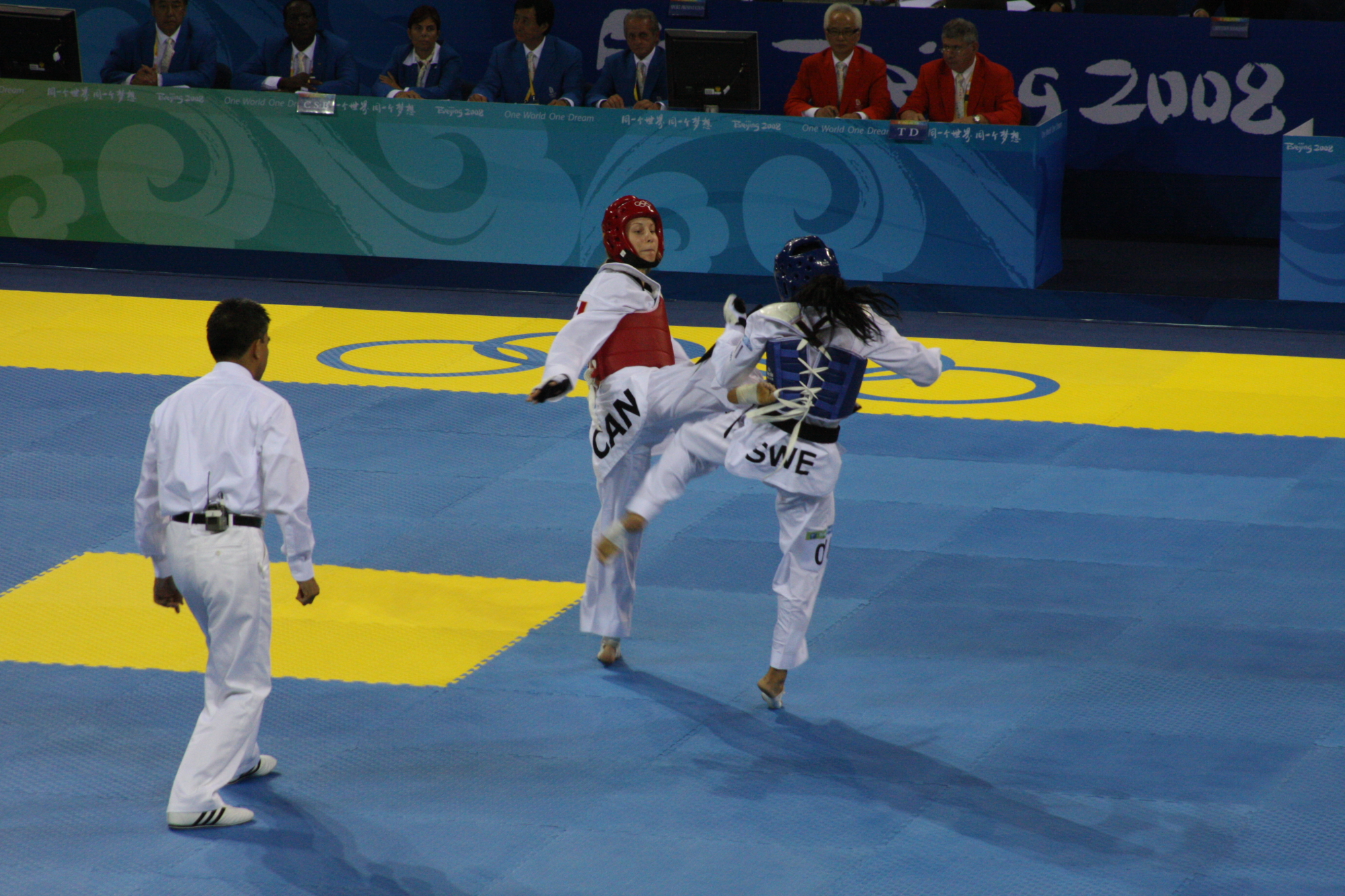
Taekwondo en los Juegos Olímpicos de Verano de 2008: Hanna Zajc (SWE, azul) vs. Ivett Gonda (CAN, rojo)

Hanna Zajc (Malmö, 15 de febrero de 1987) es una deportista sueca que compitió en taekwondo. Ganó cuatro medallas en el Campeonato Europeo de Taekwondo entre los años 2004 y 2010.

## Palmarés internacional
| Campeonato Europeo | Campeonato Europeo      | Campeonato Europeo | Campeonato Europeo |
| Año                | Lugar                   | Medalla            | Categoría          |
| ------------------ | ----------------------- | ------------------ | ------------------ |
| 2004               | Lillehammer (Noruega)   | Medalla de bronce  | –51 kg             |
| 2005               | Riga (Letonia)          | Medalla de bronce  | –51 kg             |
| 2006               | Bonn (Alemania)         | Medalla de plata   | –51 kg             |
| 2010               | San Petersburgo (Rusia) | Medalla de bronce  | –49 kg             |